# Thalia (Vorname)
Thalia ist ein weiblicher Vorname.

## Herkunft und Bedeutung
Beim Namen Thalia handelt es sich um die latinisierte Variante des altgriechischen Namens Θάλεια Tháleia. Dieser wird von θάλλω thállō „blühen“ abgeleitet. In der griechischen Mythologie tragen die Muse der Komödie und eine der drei Göttinnen von Anmut und Frohsinn diesen Namen.

## Verbreitung
In Puerto Rico gehörte Thalia bis 2001 zu den 100 beliebtesten Mädchennamen.
In Frankreich zählt der Name seit 2002 zu den 500 beliebtesten Mädchennamen. Seitdem erreichte Thalia wiederholt die Top-300 der Vornamenscharts. Im Jahr 2023 auf Rang 261 der Hitliste, womit er zum zweiten Mal diese bislang höchste Platzierung erreichte.
Der Name Thalia wird in Österreich nur selten vergeben. Im Jahr 2023 belegte er in den Vornamenscharts Rang 825.
In Deutschland ist der Name sei den 1960er Jahren in Gebrauch. Insbesondere seit den 2000er Jahren immer häufiger vergeben und ist hat sich unter den 200 beliebtesten Mädchennamen etabliert. Dabei wird mit gleich gesprochenen Namensvarianten bzw. anderen Namen gemeinsam erfasst. Die Namensform Thalia wird dabei von ca. 31,84 % der Personen getragen, Talia von ca. 59, 93 %, Talya von ca. 7,49 % und Taliah von ca. 0,75 %. Im Jahr 2023 belegte Thalia und seine Varianten in der Hitliste Rang 175. Das durchschnittliche Alter einer Thalia ohne Berücksichtigung anderer Schreibweisen beträgt 10 Jahre.

## Varianten
Weibliche Varianten
- Dänisch: Thalie
- Französisch: Thalie, Talie
- Griechisch: Θάλεια Tháleia
- Isländisch: Þalía, Thalía
- Italienisch: Talia
- Norwegisch: Thalie
- Portugiesisch: Tália
- Spanisch: Talía, Thalía
- Tatarisch: Taliä
- Tschechisch: Thálie
- Ungarisch: Tália

Männliche Varianten
- Altgriechisch: Θαλῆς Thalēs
- Portugiesisch: Thales, Tales

## Bekannte Namensträger
- Thalia Charalambous (* 1989), zyprische Leichtathletin
- Thalia Flora-Karavia (1871–1960), griechische Künstlerin
- Thalia Munro (* 1982), US-amerikanische Wasserballspielerin
- Thalía (* 1971), mexikanisch-amerikanische Schauspielerin und Pop-Sängerin
- Thalia-Maler, griechischer Vasenmaler des rotfigurigen Stils
- Thalia Tran (* 2006), US-amerikanische Schauspielerin
- Thalía Valdivia (* 1996), peruanische Langstreckenläuferin
- Thalia Zedek (* 1961), amerikanische Sängerin und Gitarristin